# Flavodon
Flavodon is een geslacht van schimmels behorend tot de familie Irpicaceae. De typesoort is Flavodon flavus.

## Soorten
Volgens Index Fungorum telt het geslacht twee soorten (peildatum april 2022):
| Soortnaam          | Auteur(s)                                     | Publicatiejaar |
| ------------------ | --------------------------------------------- | -------------- |
| Flavodon ambrosius | D.R. Simmons, You Li, C.C. Bateman & J. Hulcr | 2016           |
| Flavodon flavus    | (Klotzsch) Ryvarden                           | 1973           |